# Killarney (Queensland)
Killarney ist eine ländliche Stadt und Ortschaft in der Southern Downs Region, Queensland, Australien. Sie liegt etwa 35 Kilometer südöstlich von Warwick, etwa acht Kilometer nördlich der Grenze der Bundesstaaten Queensland und New South Wales. Die Stadt liegt in der Darling Downs am Condamine River auf etwa 507 Meter über Meereshöhe. Bei der Volkszählung von 2021 hatte die Ortschaft Killarney eine Bevölkerung von 685 Personen.
Killarney wurde als Stadt 1878 gegründet und grenzt im Norden an das Gebiet der indigenen Bevölkerung der Aborigines der Yetimarala. Um 1840 kamen die ersten Europäer ins Stadtgebiet und siedelten sich an.

Die Bevölkerung der Stadt arbeitet in der Landwirtschaft, im Transportwesen und in dem sich entwickelnden Tourismus.

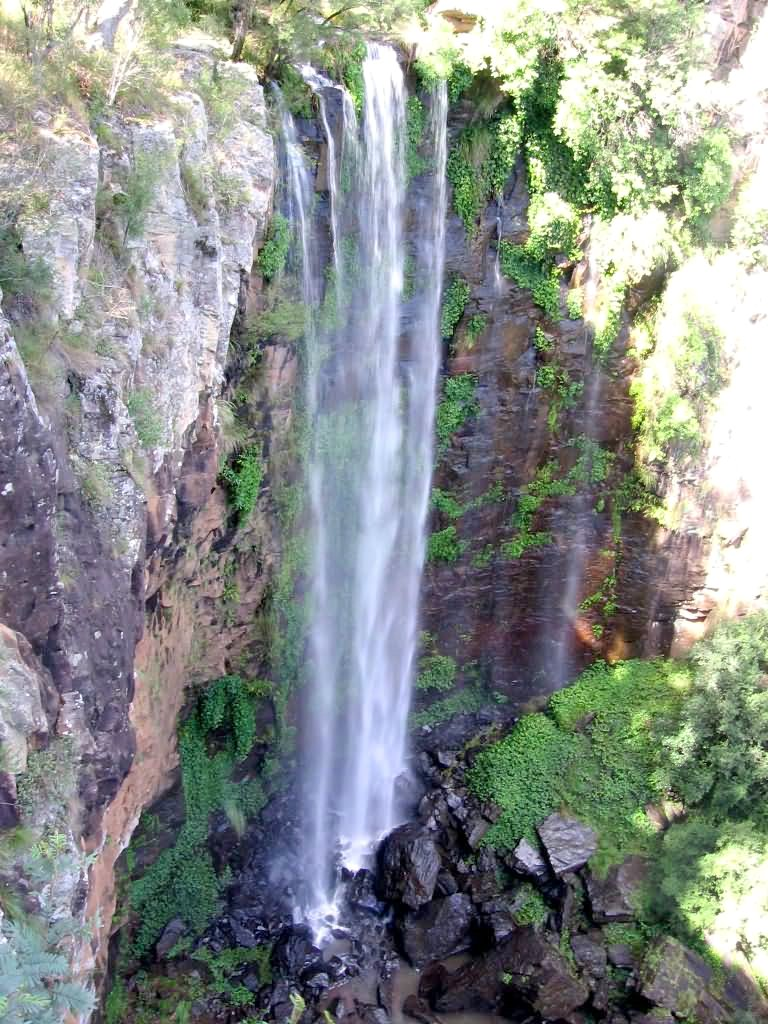
Queen Mary Falls

Fünf Wasserfälle rund um Killarney machen dieses Gebiet zu einem beliebten Ausflugsziel. Einer davon ist der Queen Mary Falls, der sich in einer Exklave des Main-Range-Nationalparks rund zehn Kilometer östlich der Stadt befindet. Bei diesem Wasserfall fällt der Spring Creek 40 Meter in die Tiefe.